# Armagh (circonscription du Parlement d'Irlande du Nord)
Pour les articles homonymes, voir Armagh (homonymie).
Armagh était une circonscription de comté du Parlement d'Irlande du Nord de 1921 à 1929. Elle a élu quatre MPs, utilisant la représentation proportionnelle au moyen du vote unique transférable.

## Limites
Armagh a été créé par le Government of Ireland Act 1920 et comprenait l'intégralité du comté d'Armagh. Le House of Commons (Method of Voting and Redistribution of Seats) Act (Northern Ireland) 1929 a divisé la circonscription en quatre circonscriptions élues au Scrutin uninominal à un tour: les circonscriptions de Central, Mid, North et South Armagh.

## Second Dáil
En mai 1921, le Dáil Éireann, le parlement de la République irlandaise autoproclamée dirigée par le Sinn Féin, a adopté une résolution déclarant que les élections à la Chambre des communes d'Irlande du Nord et à la Chambre des communes d'Irlande du Sud seraient utilisées comme élection pour le deuxième Dáil. Tous les élus figuraient sur la liste du deuxième Dáil, mais Michael Collins, qui a également été élu pour Cork Mid, North, South, South East and West, était le seul MP élu pour Armagh à siéger en tant que TD à Dáil Éireann.

## Politique
Armagh avait une légère majorité unioniste, mais celle-ci était assez équilibrée avec une minorité nationaliste. Lors des deux élections générales, deux unionistes ont été élus, aux côtés d'un nationaliste et d'un républicain.

## Membres du Parlement
| Élection   | MP (Parti)                | MP (Parti)                  | MP (Parti)                       | MP (Parti)                       | MP (Parti) | MP (Parti)         | MP (Parti) | MP (Parti)                     |
| ---------- | ------------------------- | --------------------------- | -------------------------------- | -------------------------------- | ---------- | ------------------ | ---------- | ------------------------------ |
| MPs (1921) |                           | Michael Collins (Sinn Féin) |                                  | John Dillon Nugent (Nationalist) |            | Richard Best (UUP) |            | David Graham Shillington (UUP) |
| 1922       | vacant                    | vacant                      |                                  | John Dillon Nugent (Nationalist) |            | Richard Best (UUP) |            | David Graham Shillington (UUP) |
| MPs (1925) |                           | Eamon Donnelly (Republican) | John Henry Collins (Nationalist) |                                  |            | Richard Best (UUP) |            | David Graham Shillington (UUP) |
| 1925 by    | John Clarke Davison (UUP) | Eamon Donnelly (Republican) | John Henry Collins (Nationalist) |                                  |            |                    |            | David Graham Shillington (UUP) |

## MPs' durée de vie
| Nom                      | Naissance        | Mort             |
| ------------------------ | ---------------- | ---------------- |
| Richard Best             | 11 décembre 1869 | 23 février 1939  |
| Michael Collins          | 16 octobre 1890  | 22 août 1922     |
| David Graham Shillington | 10 décembre 1872 | 22 janvier 1944  |
| John Dillon Nugent       | 22 décembre 1869 | 1 mars 1940      |
| Eamon Donnelly           | 19 juillet 1877  | 29 décembre 1944 |
| John Henry Collins       | 3 mars 1880      | 12 juin 1952     |
| John Clarke Davison      | 19 avril 1875    | 19 février 1946  |

## Élections
| Parti                                                                  | Parti           | Candidat                 | %     | Comptage | Comptage |
| Parti                                                                  | Parti           | Candidat                 | %     | 1        | 2        |
| ---------------------------------------------------------------------- | --------------- | ------------------------ | ----- | -------- | -------- |
|                                                                        | Ulster Unionist | Richard Best             | 34.36 | 15,988   |          |
|                                                                        | Sinn Féin       | Michael Collins          | 27.20 | 12,656   |          |
|                                                                        | Ulster Unionist | David Graham Shillington | 20.91 | 9,730    |          |
|                                                                        | Nationalist     | John Dillon Nugent       | 14.74 | 6,857    | 6,960    |
|                                                                        | Sinn Féin       | Frank Aiken              | 2.80  | 1,301    | 1,329    |
| Électorat : 53,977 Valide : 46,532 Quota : 9,307 Participation : 86.2% |                 |                          |       |          |          |

- Collins est décédé le 22 août 1922; son siège est resté vacant à la dissolution.

| Parti                                                                  | Parti           | Candidat                 | %     | Comptage | Comptage | Comptage |
| Parti                                                                  | Parti           | Candidat                 | %     | 1        | 2        | 3        |
| ---------------------------------------------------------------------- | --------------- | ------------------------ | ----- | -------- | -------- | -------- |
|                                                                        | Ulster Unionist | Richard Best             | 37.50 | 15,969   |          |          |
|                                                                        | Ulster Unionist | David Graham Shillington | 24.83 | 10,575   |          |          |
|                                                                        | Republican      | Eamon Donnelly           | 13.57 | 5,788    | 5,823    | 5,838    |
|                                                                        | Nationalist     | John Henry Collins       | 12.38 | 5,272    | 5,354    | 5,393    |
|                                                                        | Nationalist     | John Dillon Nugent       | 11.72 | 4,991    | 5,063    | 5,116    |
| Électorat : 54,082 Valide : 42,595 Quota : 8,520 Participation : 78.8% |                 |                          |       |          |          |          |

- Nomination de Best en tant que Lord Justice of Appeal

| Parti         | Parti                   | Candidat                | Voix   | %     | ±     |
| ------------- | ----------------------- | ----------------------- | ------ | ----- | ----- |
|               | Ulster Unionist         | John Clarke Davison     | 22,390 | 79,20 |       |
|               | Unbought Tenants'       | William Robert Todd     | 5,880  | 20,80 | New   |
| Majorité      | Majorité                | Majorité                | 16,510 | 58,40 | N/A   |
| Participation | Participation           | Participation           | 54,082 | 52,3  | -26.5 |
|               | Ulster Unionist retenir | Ulster Unionist retenir | Swing  | N/A   |       |

## Sources
- Northern Ireland Parliamentary Election Results 1921-1972, compiled and edited by Sydney Elliott (Political Reference Publications 1973)